# Resurrected
Resurrected (engl.: „auferstanden“) ist eine deutsche Death-Metal- beziehungsweise Deathgrind-Band aus Duisburg.

## Bandgeschichte
Die Band wurde 1993 gegründet. 1998 veröffentlichte die Band ihr Debütalbum über „Eaststar“. Da dieses Label jedoch nicht über einen geeigneten Vertrieb verfügte, wechselte die Band zu Perverted Taste. Bei der Veröffentlichung des zweiten Albums gab es Probleme wegen der Cover-Gestaltung, da das Motiv dem von HR Giger entworfenen Cover eines „Celtic-Frost“-Albums entlehnt wurde. Das Album musste mit einem neuen Cover versehen werden.
Seit 2005 sind Resurrected bei der deutschen Death-Metal-Plattenfirma Morbid Records unter Vertrag. Im Vorfeld der Aufnahmen für das Album „Endless Sea of Loss“ verließ der langjährige Schlagzeuger Michael die Band und wurde für die Aufnahme von Schlagzeuger Adriano Ricci (u. a. Night in Gales und Grind Inc.) ersetzt. Als neuen Schlagzeuger der fest in das Line-up der Band aufgenommen wird, konnte man Hazim Fouad gewinnen.

## Diskografie
- The Dark Side of Reality (Demo, 1994)
- Sinner of an Unable God (Demo, 1995)
- The Lament Configuration (Demo, 1996)
- Bloodline (Vinyl-EP, 1997)
- Raping Whores (1998)
- Fairless to the Flesh (1999)
- Butchered in Excrement (2001)
- Live-Split-LP mit „Fleshgrind“ (2002)
- Blood Spilled (2003)
- Stillborn Penetration (DVD, 2004)
- Endless Sea of Loss (2006)
- Fierce (2009)

## Coverversionen
Die Band spielte auf ihrem 2. Album das Lied „Sacrifical Suicide“ von Deicide, auf dem 3. Album „Butchered in Excrement“ das Lied „Infecting the Crypts“ von Suffocation, auf dem Album „Blood Spilled“ „Mass Appeal Madness“ von Napalm Death sowie auf ihrem aktuellen Album „Day Of Suffering“ von Morbid Angel.